# Костюк, Мария Фёдоровна
Мария Фёдоровна Костюк (род. 2 марта 1977, Смидович, Еврейская автономная область) — российский государственный и политический деятель. Временно исполняющая обязанности губернатора Еврейской автономной области с 5 ноября 2024 года. 
Является одной из двух женщин среди глав субъектов Российской Федерации (наряду с временно исполняющей обязанности губернатора Ненецкого автономного округа Ириной Гехт).

## Биография
Родилась 2 марта 1977 года в посёлке Смидович Еврейской автономной области.
В 2000 году окончила Биробиджанский государственный педагогический институт (ныне — Приамурский государственный университет имени Шолом-Алейхема) по специальностям «Филология» и «История». В 2013 году окончила Хабаровскую государственную академию экономики и права по специальности «государственное и муниципальное управление». Член партии «Единая Россия».

### Карьера
- В 2000—2003 годах — работа в средней школе № 3 посёлка Смидович учителем истории и заместителем директора школы.
- С июля 2003 по сентябрь 2009 года — работа в администрации Смидовичского муниципального района.
- В 2009—2017 годах — работа в мэрии Биробиджана: начальник отдела, заместитель главы.
- С марта по апрель 2017 год — начальник производственно-технического отдела Дальневосточной дирекции здравоохранения ОАО «Российские железные дороги».
- В 2017—2019 годах — помощник сенатора от Еврейской автономной области Ростислава Гольдштейна.
- С июля 2020 по 2023 год — работа в Правительстве Еврейской автономной области. Последовательно занимала должности заместителя, первого заместителя руководителя аппарата губернатора и правительства Еврейской автономной области, заместителя председателя правительства Еврейской автономной области — руководителя аппарата губернатора и правительства ЕАО.
- С июня 2023 года — начальник управления федерального фонда «Защитники Отечества» по работе с регионами.

Являлась руководителем программы «Время героев», заместителем директора Высшей школы государственного управления Российской академии народного хозяйства и государственной службы при президенте РФ (РАНХиГС). Была доверенным лицом кандидата на должность президента России Владимира Путина на выборах 2024 года.

#### Губернатор Еврейской автономной области
5 ноября 2024 года назначена Владимиром Путиным временно исполняющей обязанности губернатора Еврейской автономной области. 22 ноября заняла пост секретаря регионального отделения партии «Единая Россия» в Еврейской автономной области.

## Награды
- Почётная грамота Министерства образования и науки Российской Федерации (2016)
- Благодарность заместителя министра Российской Федерации по развитию Дальнего Востока (2017)
- Почётная грамота Совета Федерации Федерального Собрания Российской Федерации (2022)
- Почётная грамота Президента Российской Федерации (2022)